# Barão Von Blitzschlag
Werner Von Barão Blitzschlag é um personagem das história em quadrinhos da Marvel Comics, apareceu pela primeira vez em 2007 na revista "Vingadores: a iniciativa #1".
Criado pelo escritor Dan Slott e o artista Stefano Caselli, o sobrenome do Barão é alemão e sua tradução para o inglês é "Lightning Strike."

## Origem
Durante a Segunda Guerra Mundial, o Barão Von Blitzschlag servia ao regime nazista, com seu vasto conhecimento em genética, teve um papel na criação de agentes como o Master Man e Mulher Guerreira. Ele acabou alterando geneticamente a si mesmo como também, concedendo-lhe o poder de gerar e absorver eletricidade. Blitzschlag teria lutado contra heróis como Whizzer, Miss America, Thin Man, e Isaías Bradley - que quase o matou -.
Após a guerra, Blitzschlag escondeu em um bunker durante vários anos e, eventualmente, parou de usar seus poderes quando começaram a desaparecer.

## Retorno
Ele apareceu após a Guerra Civil como um instrutor e um cientista para a Iniciativa. Ele tomou um grande interesse no Trauma de poderes.
Ele fez a autópsia no corpo de MVP depois de sua morte e ele foi o responsável pelos clones de MVP.
Ele foi atacado pelos Abutres (um grupo de vilões que usam tecnologia do Abutre). Eles roubaram uma pasta contendo pesquisa secreta sobre radiação gama, ele tentou detê-los usando seu poder para gerar eletricidade, mas não conseguiu produzir mais do que um brilho elétrico em torno de sua mão devido a sua idade e como seus poderes enfraqueceram.Finalmente foram revelados os clones do MVP ,que foram revelados para serem atualmente os aranhas escarlates, eles tratam o Barão como seu pai.
Quando 1 / 5 clone MVP foi dado ao Tactigon, uma arma alienígena senciente capaz de praticamente destruir qualquer coisa, o clone ficou enfurecido que MVP tinha sido morto e enlouqueceu, chamando a si mesmo MEA (Morto em ação). Quando Blitzschlag tentou pará-lo, MEA jogou um objetos no Barão, que o deixou aleijado.
Durante a Invasão secreta, foi solto um vírus desligamento Skrull na armadura do Máquina de Combate. Uma vez que Rhodes foi em precisava de seu terno para viver, ele começou a morrer. Barão von Blitzschlag estava assistindo, mas Máquina de Combate não queria um ex-nazista ajudando ele. Barão von Blitzschlag usou sua energia elétrica para recarregar a armadura de qualquer maneira, salvando Rhodes.
Quando os Novos Guerreiros , que tinha chegado a Campo Hammond para tirar o corpo do MVP original tentou impedir Ragnarok de destruir o acampamento e seus habitantes, Ragnarok matou Michael, um dos dois restantes aranhas escarlate. Patrick, o Aranha passado, queria vingança, mas depois Blitzschlag saiu dos destroços, a eletricidade ter sido absorvidos até o ponto que lhe deu o uso das pernas novamente e poder também muito mais elétrico. Blitzschlag disse a Patrick que era impossível derrotar Ragnarok, mas trabalhou com Patrick para usar hologramas armazenados para provar que realmente Ragnarok não foi Thor. Quando descobriu Ragnarok estava trabalhando e vivendo com os mortais, Thor partiu, para matar o deus que era uma cópia.
Barão Blitzschlag então pediu Patrick ficar com ele, chamando-o de seu filho. Patrick disse que enquanto ele amava Blitzschlag e o Barão foi a coisa mais próxima de um pai que ele tinha, Patrick não era verdadeiramente filho do Barão e precisava ficar com os Novos Guerreiros. Em seguida, os novos guerreiros deixaram com o corpo de MVP.
Após os resultados de invasão secreta, a iniciativa precisava de um novo líder. Blitzschlag queria o trabalho, mas Gauntlet recusou e levou-o a si mesmo, não confiando um ex-nazista. Então Norman Osborn tomou o controle da iniciativa, com Treinador no comando e capa de trabalho em recrutamento. Depois de invasores alienígenas assumirem a prisão zona negativa, treinador, Hood, e conheceu o Barão e mais sobre o assunto.Hood sugeriu que alguns dos membros mais relutantes da iniciativa e vilões desleais deviriam ser enviados como bucha de canhão para desgastar para o inimigo antes de a Iniciativa, real veio em nova (que agora consistia de muitos vilões e heróis ambíguos, como o U -Foes , o Irmãos Grimm , Razorblade , Diamondback, e as Forças da Natureza).

## Poderes e Habilidades
Depois de experiências genéticas sobre si, o Barão Von Blitzschlag ganhou a habilidade de gerar, absorver e manipular a eletricidade em diversas maneiras. Blitzschlag foi mostrado absorvendo eletricidade a partir de aparelhos elétricos e tomadas, presumivelmente armazenar a energia. Ele também foi mostrado gerando explosões de raios de suas mãos com intensidade variada, melhorando sua condição física e tendo capacidade de cura com a energia absorvida. Pode até mesmo fazer uso de uma forma consciente elétrica para contornar as limitações de seu corpo humano, embora pareça que ele precisa para absorver grandes quantidades de energia a fim de fazer isso. 
De modo geral, as habilidades Blitzschlag dependem da quantidade de energia elétrica que tem disponível para usar, como sua capacidade inata para gerá-la diminuiu fortemente nos últimos anos.
Blitzschlag é também um gênio científico, com experiência em vários campos da ciência, principalmente a genética e clonagem.